# Tritoniopsis dodii
Tritoniopsis dodii är en irisväxtart som först beskrevs av Gwendoline Joyce Lewis, och fick sitt nu gällande namn av Gwendoline Joyce Lewis. Tritoniopsis dodii ingår i släktet Tritoniopsis och familjen irisväxter. Inga underarter finns listade i Catalogue of Life.